# Асоціація вчителів та викладачів української мови і літератури
Асоціація вчителів та викладачів української мови і літератури — всеукраїнська громадська організація, що об'єднує вчителів та викладачів української мови та літератури по всій Україні. Легалізована 6 вересня 2010 року Державною реєстраційною службою України.

## Історія створення
Асоціацію вчителів та викладачів української мови та літератури було створено за ініціативи Міністерства Освіти і Науки, Молоді та Спорту України та Всеукраїнської громадської організації ЛО «Кобзар», яка виступила ініціатором заснування Асоціації.
Після значної підготовчої роботи, 29 квітня 2010 року Дмитро Папета (голова ВГО ЛО «Кобзар») представив проект статуту майбутньої асоціації на Всеукраїнському з'їзді обласних методистів у Вінниці. Основні положення статуту було схвалено більшістю методистів. Також було прийнято рішення обрати Президентом Асоціації першого проректора Чернігівського обласного інституту післядипломної педагогічної освіти, кандидата педагогічних наук, доцента Гальонку Олексія Анатолійовича, а головою правління організації голову Всеукраїнської громадської організації ЛО «Кобзар» Папету Дмитра Сергійовича. На останнього було покладено завдання офіційної легалізації Асоціації та представництва її інтересів в органах державної влади.
6 вересня 2011 року відповідно до статті 14, 15 Закону України «Про об'єднання громадян» Асоціацію було легалізовано Державною Реєстраційною Службою України.

## Керівництво
- Голова Правління Асоціації Папета Дмитро Сергійович — громадський діяч, голова та засновник Всеукраїнської громадської організації ЛО «Кобзар», бізнесмен.
- Президент Асоціації Гальонка Олексій Анатолійович — проректор Чернігівського обласного інституту післядипломної педагогічної освіти, кандидат педагогічних наук, доцент. Загинув у власному будинку після обстрілу ракетами будинку в Чернігові військами рф 03.01.2025 року[1]..
- Відповідальний секретар Асоціації Красуцька Ірина Володимирівна, яка також є вченим секретарем Української асоціації викладачів зарубіжної літератури

## Основні напрямки діяльності
- Захист прав та свобод учителів і викладачів української мови та літератури.
- Розвиток і всебічне поширення української мови та літератури.
- Наукова і творча робота із збереження та збагачення української літературної мови.
- Співпраця з міжнародними організаціями, а також позитивний вплив на мовну політику в Україні.